# Turmhügel Wallmersbach
Der Turmhügel Wallmersbach ist eine abgegangene mittelalterliche Wasserburg vom Typus einer Turmhügelburg (Motte) am Forellenbach in Wallmersbach (Wallmersbach 34), einem heutigen Gemeindeteil von Uffenheim im Landkreis Neustadt an der Aisch-Bad Windsheim in Bayern.
Von der ehemaligen Mottenanlage, die vor 1856 abgebrochen wurde, ist wenig erhalten. Der Burgstall mit Resten eines Wassergrabens ist durch ein Wohnhaus überbaut, an dem sich eine Wappentafel des Adelsgeschlechts von Enheim befindet, das die Burg bis in die Mitte des 17. Jahrhunderts besaß.